# Kushari
Kushari o koshari (àrab egipci: كشرى, koxarī, prounciat /ˈkoʃæɾi/) és un plat egipci creat originàriament al segle xix, a base d'arròs, macarrons i llenties, tot barrejat i condimentat amb suc de tomàquet amb espècies i vinagre d'all, i guarnit amb cigrons i ceba fregida cruixent. És opcional afegir un rajolí de suc d'all, vinagre d'all o salsa picant.

## Història
El kushari es va originar a mitjans del segle xix, durant un temps en què Egipte era un país multicultural enmig d'un boom econòmic. Va ser inventat com un plat vegetarià, fet amb cebes fregides, llenties, arròs, macarrons i suc de llimona. En certa manera, està relacionat amb la cuina italiana i amb un plat de l'Índia fet amb arròs i llenties, el khichdi, però el plat egipci té més ingredients i sabors, especialment la salsa egípcia local, que li dona un gust molt característic del plat. Alguns creuen que va ser fet per primer cop durant l'ocupació britànica d'Egipte. Al llarg del temps, el plat ha passat de ser menjat pels soldats egipcis a ser menjat pels ciutadans egipcis. Inicialment el kushari se solia vendre pel carrer, en carros de menjar, i només després va ser introduït als restaurants.
El plat és molt popular entre els treballadors i els obrers. Es pot preparar a casa, i també es pot trobar en bars de carretera i restaurants per tot Egipte; alguns restaurants estan especialitzats en el kushari fins al punt d'excloure la resta de plats, mentre d'altres el tenen com un plat entre d'altres. De la manera com es prepara tradicionalment, el kushari no conté cap producte d'origen animal i, per tant, es considera un menjar vegà, sempre que es prepari amb oli vegetal.